# Козловский, Николай Николаевич (футболист)
Николай Николаевич Козловский (1913 — ?) — советский футболист, защитник.
В 1937 году провёл две игры на Кубок СССР за ГОЛИФК. В 1938—1939 выступал за ленинградский «Зенит». В чемпионате СССР 1938 провёл 16 игр, в 1939 — 14. В 1945—1946 был играющим тренером «Торпедо» Горький, до августа 1947 — старший тренер.